# Ordre corinthien

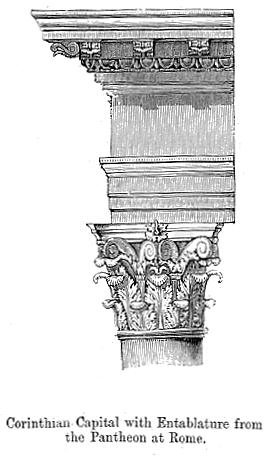
Chapiteau et entablement corinthien du Panthéon de Rome.

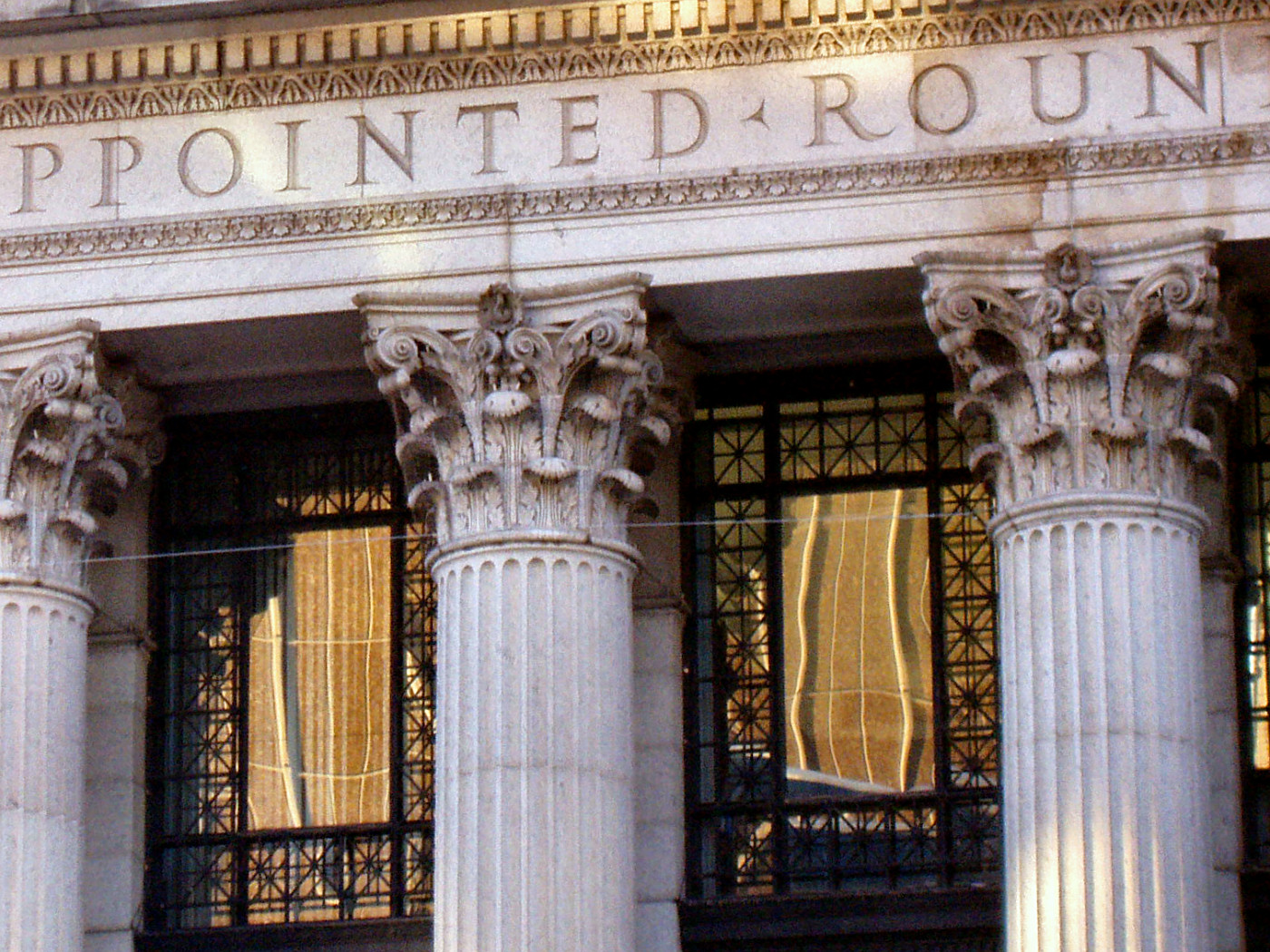
Chapiteaux corinthiens de la façade néoclassique de la poste de New York.

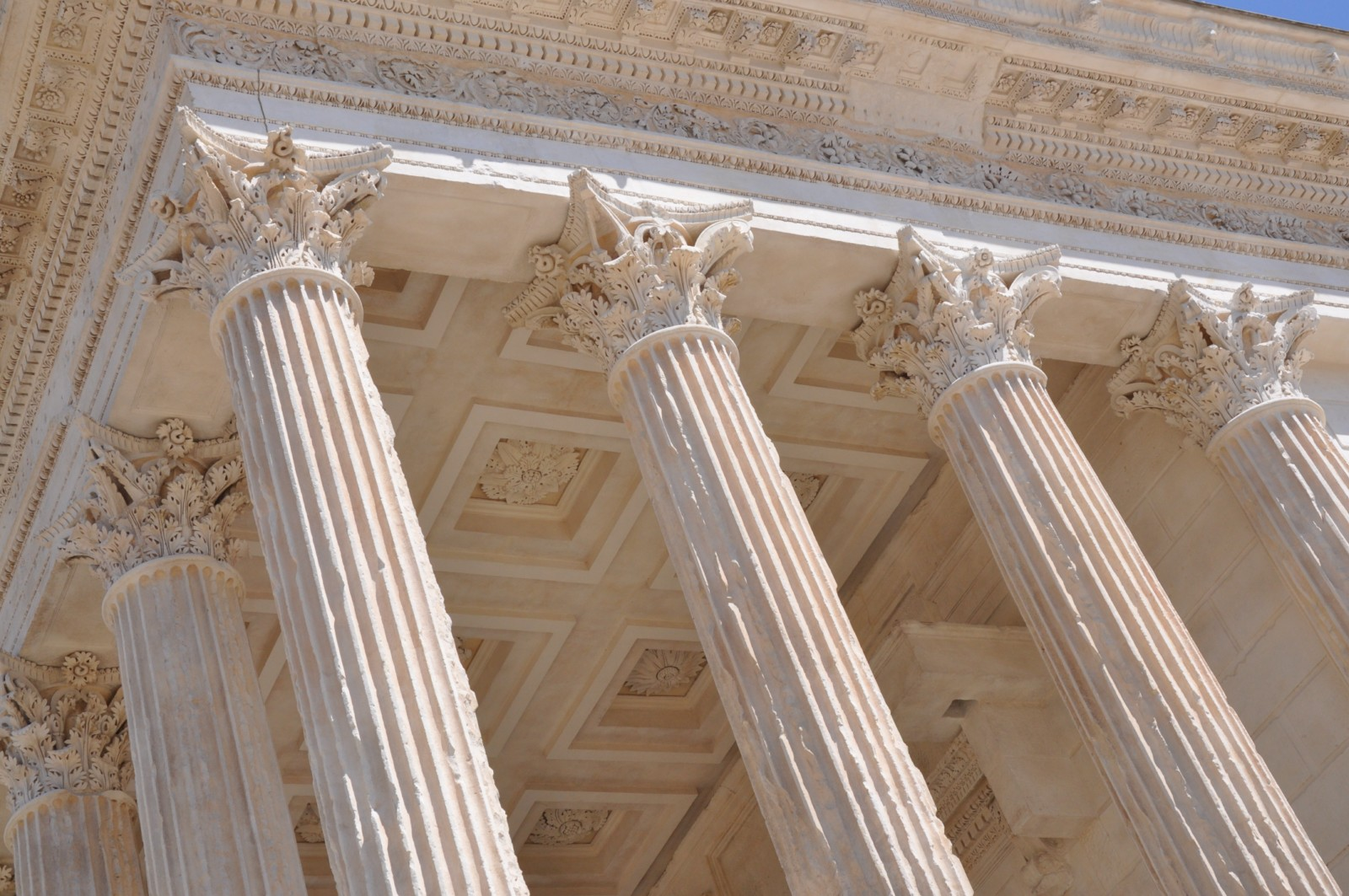
Colonnes et entablements d'ordre corinthien d'époque romaine antique de la Maison Carrée à Nîmes.

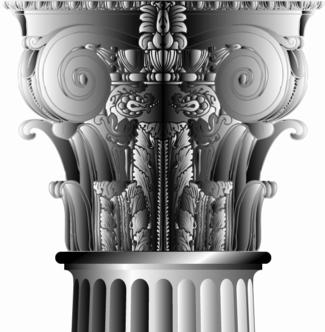
Dessin d'un chapiteau corinthien, s'apparentant ici toutefois davantage au composite (volutes ioniques superposées au chapiteau corinthien pur).

 (juin 2017).
Améliorez-le ou discutez des points à vérifier. 
L'ordre corinthien est le dernier des trois ordres architecturaux grecs, dont le caractère est surtout déterminé par une grande richesse d’éléments et un chapiteau décoré de deux rangées de feuilles d’acanthe.
Si la forme évasée et la décoration végétale qui caractérisent le chapiteau corinthien firent leur apparition en Égypte, en Assyrie et dans d'autres contrées d'Orient, avant d'être adoptées par les Grecs, ceux-ci ont le mérite d'avoir épuré et enrichi les types préexistants, ainsi que de les avoir appliqués à un nouvel ordre d'architecture. Les chapiteaux de l'île de Théra peuvent être considérés comme étant la forme la plus ancienne.

## Historique
L'ordre corinthien a été inventé aux alentours de 380 av. J.-C. Il est d'abord utilisé dans les parties secondaires des grands édifices, souvent à l'intérieur. On retrouve notamment des colonnes corinthiennes au temple d'Apollon à Bassae ou encore à l'intérieur de la tholos de Delphes dans le sanctuaire d'Athéna Pronaïa.
Puis l'ordre corinthien va être utilisé seul. C'est notamment cet ordre qui est employé pour la construction du temple de Zeus à Athènes (l'Olympiéion), un temple aux proportions assez exceptionnelles puisqu'il reste l'un des plus grands temples grecs jamais construits.
L'architecte romain Vitruve donne une explication légendaire aux chapiteaux corinthiens dotés de feuilles d'acanthe : « Une jeune fille de Corinthe […] fut atteinte d'une maladie qui l'emporta ; après sa mort, de petits vases […] furent recueillis par sa nourrice, arrangés dans une corbeille et déposés sur sa tombe, et […] elle les recouvrit d'une tuile. Cette corbeille avait été par hasard placée sur une racine d'acanthe […]. Cette racine poussa vers le printemps des tiges et des feuilles […]. Le sculpteur Callimaque, […] passant auprès de ce tombeau, aperçut ce panier […]. Charmé de cette forme nouvelle, il l'adopta pour les colonnes qu'il éleva à Corinthe ».
Nous ne possédons que très peu de temples grecs purement corinthiens ; en revanche cet ordre sera sans conteste le préféré des architectes romains.
Les architectes de la Renaissance ont été plus heureux dans leur imitation de l'ordre corinthien que dans celle du dorique ou de l'ionique ; les fautes qu'ils ont commises proviennent généralement de leur respect aveugle pour les antiquités romaines, qu'ils n'avaient point comparées aux monuments grecs. Ce fut pour avoir trop regardé quelques édifices romains mal conçus que l'illustre Andrea Palladio introduisit dans l'architecture de la Renaissance l'innovation de la frise bombée. La colonnade du Louvre de Claude Perrault est une habile application de l'ordre corinthien. On peut en dire autant de l'église de la Madeleine, à Paris.

## Éléments de l'ordre corinthien
Le fût de la colonne corinthienne est ordinairement cannelé quand les colonnes sont de pierre ou de marbre, mais peut parfois rester lisse, notamment quand les colonnes sont en matériau plus dur, comme le porphyre ou le granit (Panthéon de Rome). Le nombre de cannelures varie de vingt à trente-deux (il est le plus souvent de vingt-quatre), suivant le diamètre de la colonne, et, comme il convient qu'une cannelure corresponde au milieu de chacune des quatre faces du chapiteau, le nombre de cannelures doit être divisible par quatre.
Le chapiteau est orné de deux rangées superposées de huit feuilles d'acanthe, surmontées de quatre tiges ou caulicoles. Celles-ci s'enroulent en volutes (ou crosses) sous les angles du tailloir, dont chacune des quatre faces est creusée en dedans et ornée de motifs variés (frise circulaire, rinceaux ou palmettes, etc.).
La base adoptée par l'ordre corinthien est généralement la base ionique-attique, quelquefois la base composite. Les tores des bases sont parfois ornés de feuillages et d'entrelacs.
L'entablement caractérise l'ordre corinthien presque autant que le chapiteau. Mesures prises sur les plus beaux bâtiments corinthiens (le temple de Vesta à Tivoli, le temple de Minerve à Assise, le Panthéon et le temple d'Antonin à Rome), on trouve que la hauteur de l'entablement est le cinquième de la hauteur des colonnes. Toutefois, on peut élever l'entablement aux deux neuvièmes. Les proportions de l'architrave et de la frise sont très variables. Les Romains ont orné la bande supérieure de l'architrave d'une moulure, qui se compose ordinairement d'une cimaise et d'un filet et qui, faisant saillir l'architrave, la sépare nettement de la frise.
La frise corinthienne ne se distingue de l'ionique que parce qu'elle comporte généralement une plus grande magnificence d'ornements ; elle reste parfois lisse.
Quant à la corniche qui contourne l'entablement corinthien, elle varie beaucoup dans ses proportions et sa décoration. On trouve des corniches corinthiennes qui n'ont pas de larmier ; d'autres, au contraire, possèdent un larmier colossal. L'ordre corinthien, d'abord d'une grande beauté, alla toujours croissant en luxe et en richesse. Le maximum de ce luxe se rencontre dans les monuments de Baalbek et de Palmyre.
| Légende du dessin : - [1] tympan du fronton - [2] acrotère - [3] cimaise (du fronton) - [4] larmier - [6] denticules - [7] frise - [13] architrave - [14] chapiteau - [17] colonne - [18] cannelure - [19] stylobate - [20] volute - [22] feuille d'acanthe - [23] base - [24] tores |

## Quelques exemples de l'ordre corinthien

### Corinthien grec et hellénistique

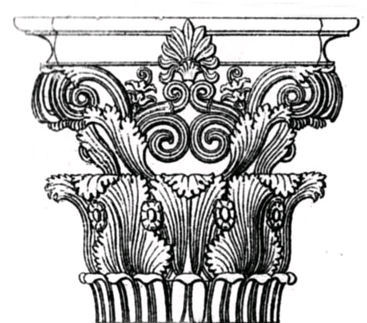
Modèle original de chapiteau de l'ordre corinthien du Monument de Lysicrate à Athènes (335 BCE).
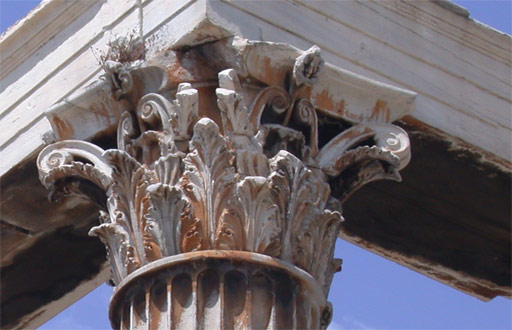
Détail d'un chapiteau corinthien du Temple de Zeus, à Athènes.
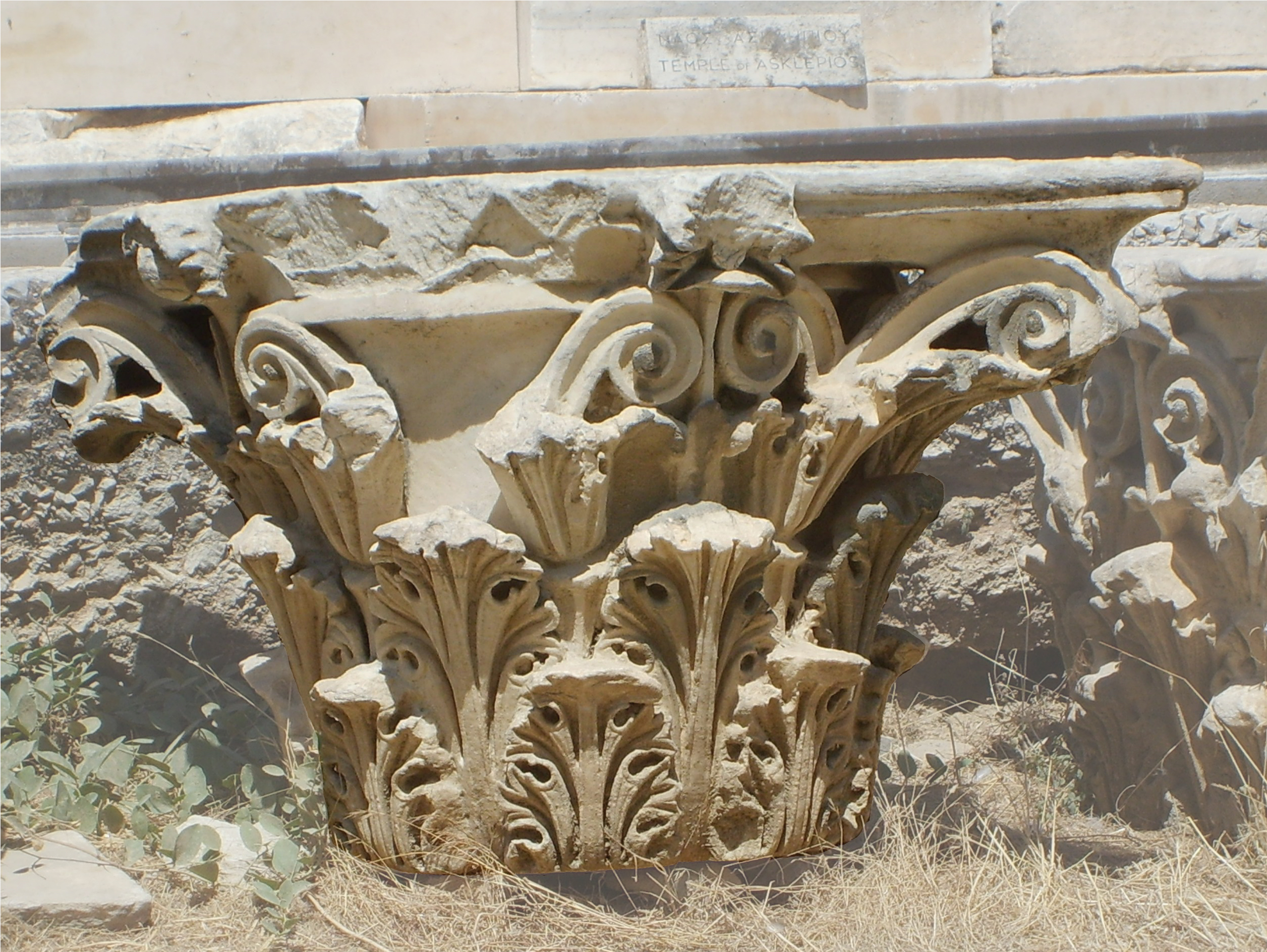
Chapiteau d'une colonne de l'Acropole d'Athènes.
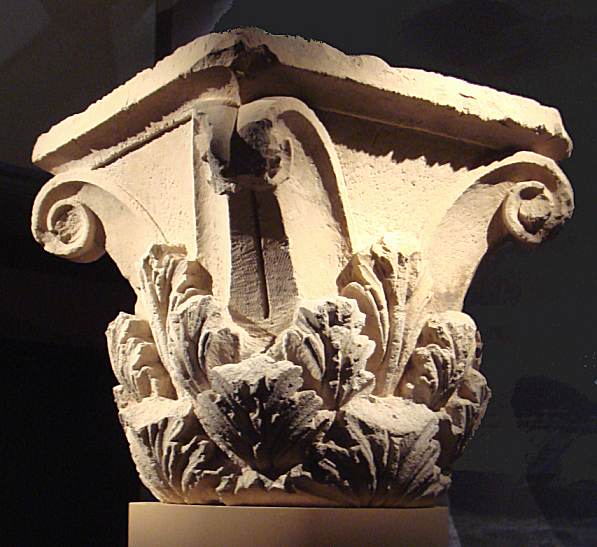
Chapiteau d'Aï Khanoum, Afghanistan, IIIe – IIe siècle av. J.-C.

### Corinthien romain

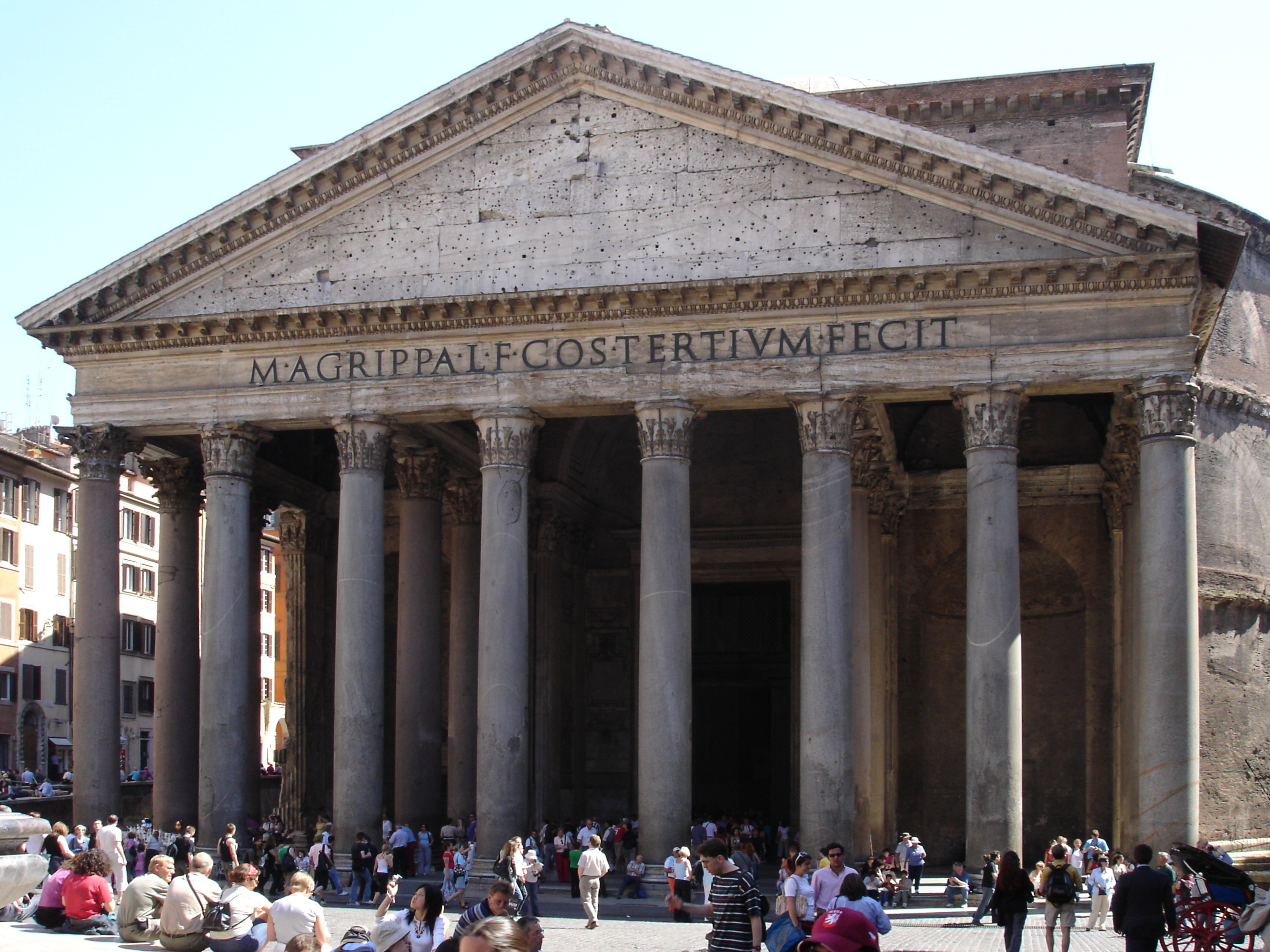
Panthéon à Rome.
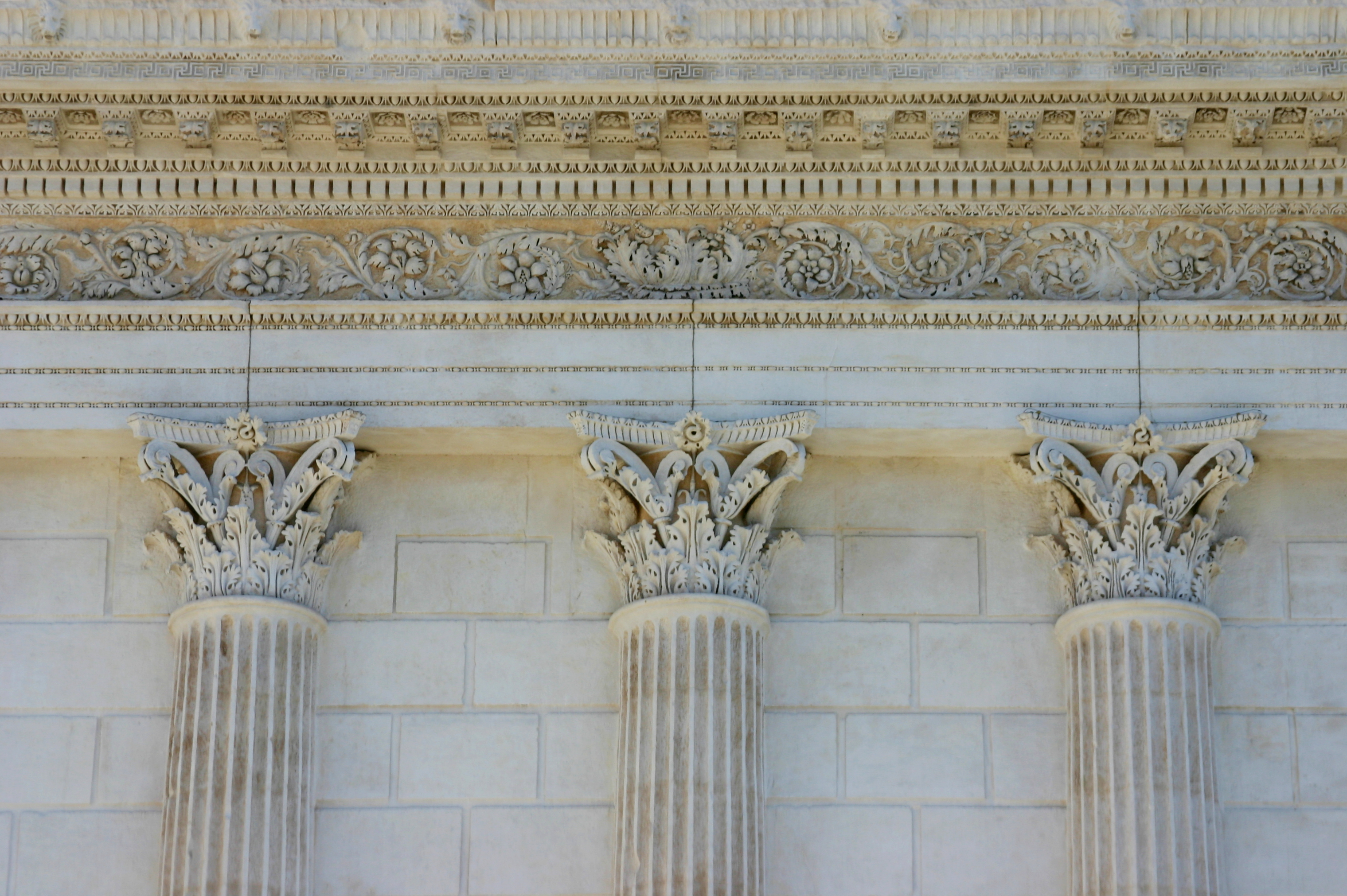
chapiteaux, frise de rinceaux, entablement de la maison Carrée à Nîmes.
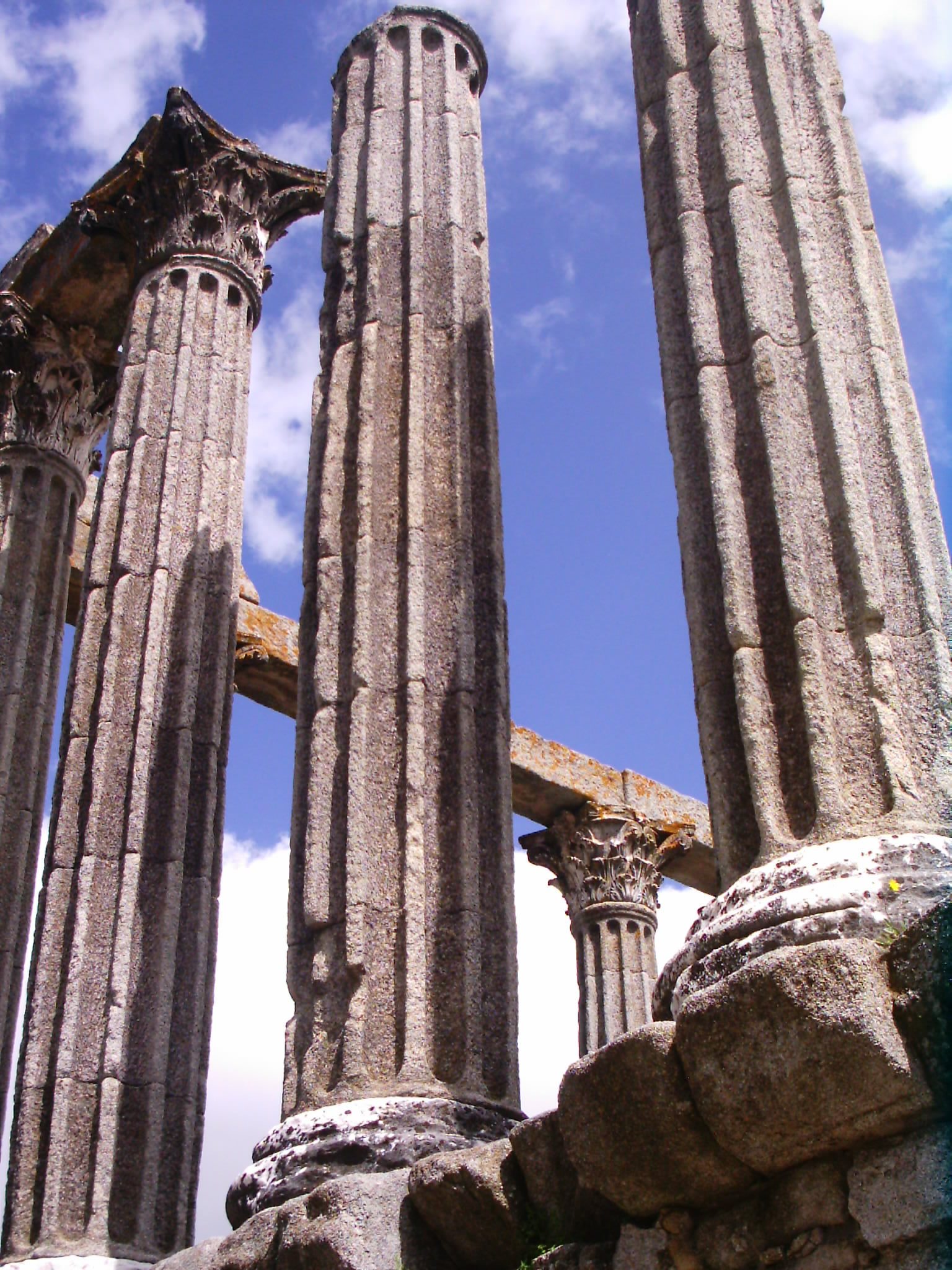
Colonnes du temple romain d'Évora (Portugal).

### Corinthien moderne

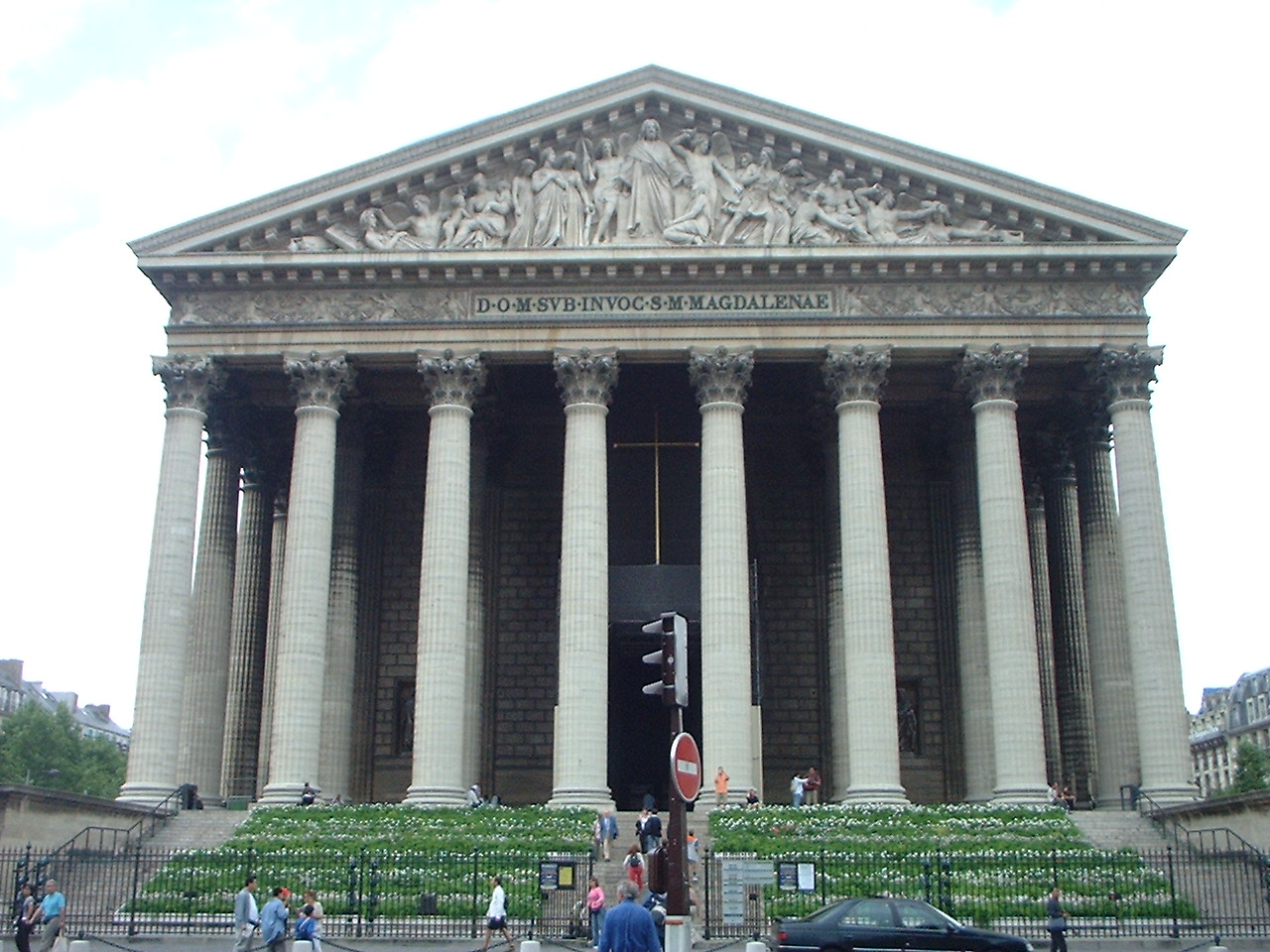
Église de la Madeleine, à Paris.
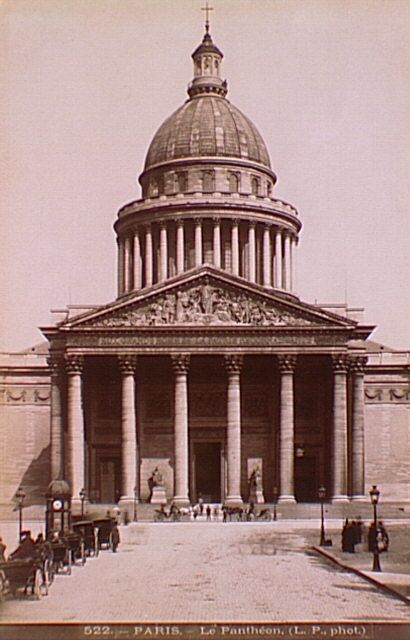
Panthéon de Paris.
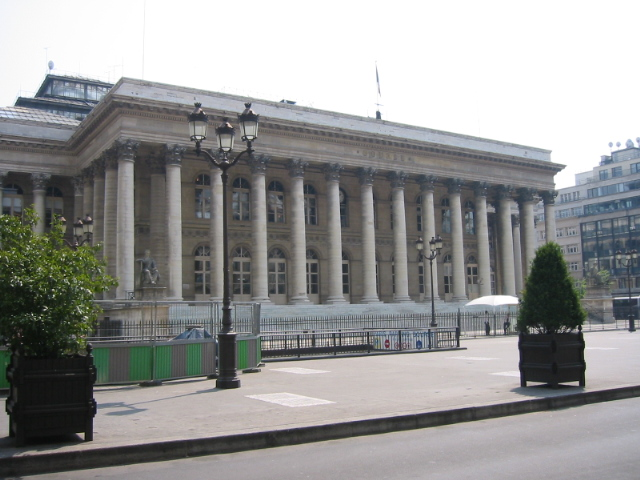
Palais Brongniart, à Paris.

## Sites remarquables
Le chapiteau corinthien du temple d'Hadrien à Cyzique ( près de l'actuel Balıkesir en Turquie) , est le plus grand chapiteau antique connu en 2025. Mesurant près de 2,5 mètres de haut, 1,9 mètre de diamètre et pesant 20 tonnes il dépasse ainsi les chapiteaux qui ornent les temples de Baalbek, déjà célèbres pour leur état de conservation et leurs dimensions exceptionnelles.